# Hægebostad
Hægebostad este o comună din provincia Agder, Norvegia.